# Il Sogno di Scipione

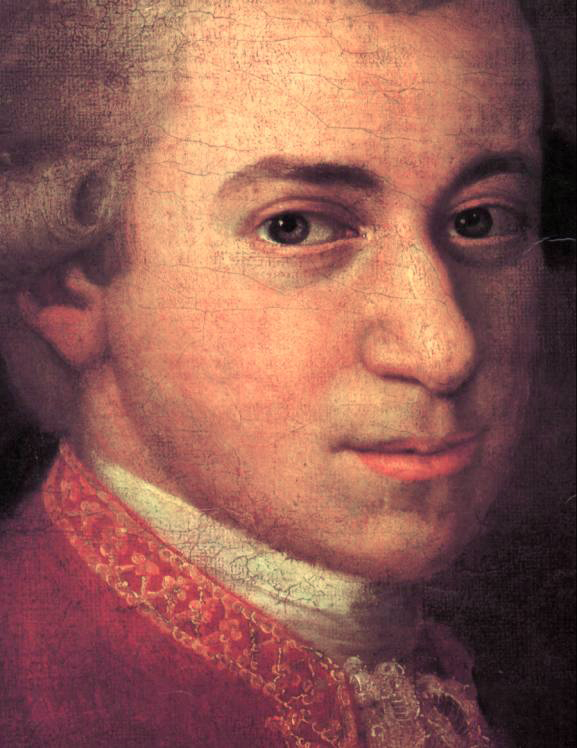
Chi tiết khuôn mặt của Wolfgang Amadeus Mozart. Một phần của bức tranh vẽ Mozart cùng với Anna Maria (em gái của Mozart) và cha, Leopold, trên tường là bức chân dung của người mẹ đã khuất của ông, Anna Maria.

Il Sogno di Scipione, K. 126 (tiếng Việt: Giấc mơ của Scipio) là vở opera 1 màn của nhà soạn nhạc thiên tài người Áo Wolfgang Amadeus Mozart. Tác phẩm được viết lời bởi Pietro Metastasio. Tác phẩm được trình diễn lần đầu tiên vào ngày 1 tháng 5 năm 1772 tại tòa Tổng giám mục ở Salzburg. Tác phẩm đã thể hiện sự tôn trọng lễ phong Tổng giám mục mới, dù vị Tổng giám mục mới không dung thứ cho sự vắng mặt cho các nhân viên của mình bằng người tiền nhiệm. Nhờ đó, Mozart được nhận món quà từ ông này đó là chức Konzertmeister, tức là trở thành nghệ sĩ violin chính ở Salzburg, một chức vụ mà Mozart đã nắm giữ trong 5 năm. 